# Partia Czarnych Panter

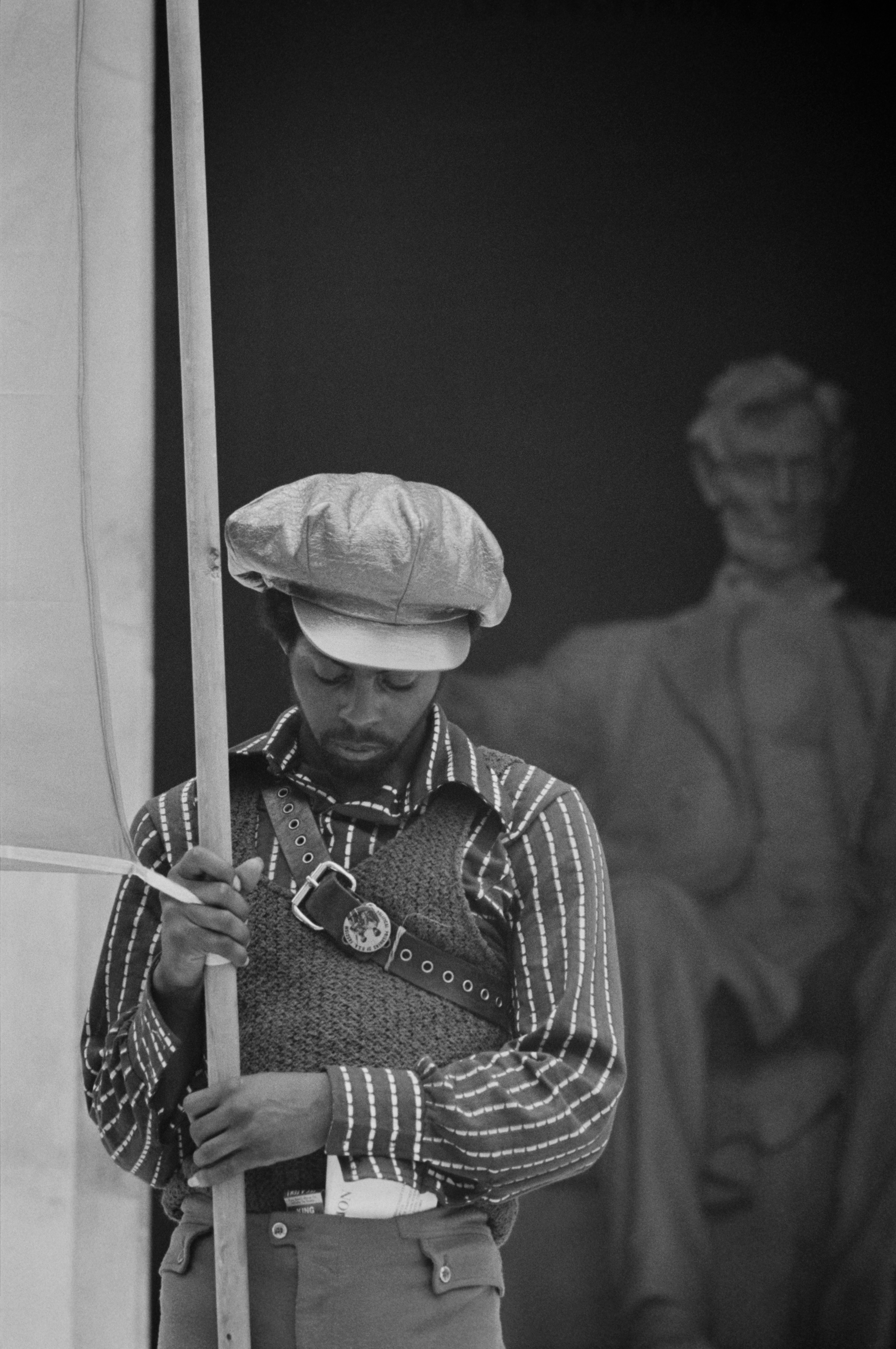
Zlot Czarnych Panter przed Pomnikiem Lincolna w 1970 roku

Partia Czarnych Panter (ang. Black Panther Party (BPP) albo Black Panther Party for Self-Defense) – skrajnie lewicowa amerykańska organizacja polityczna utworzona w celu ochrony czarnej mniejszości w USA i walcząca o jej prawa. Aktywna w latach 60. i 70. XX wieku.

## Historia organizacji
Partia została założona w Oakland w Kalifornii w październiku 1966 roku przez Hueya P. Newtona i Bobby’ego Seale'a. Do grona założycieli dołączył znany dziennikarz Eldridge Cleaver. Seale został przewodniczącym organizacji, Cleaver ministrem informacji a Newton z kolei jej ministrem obrony. Pierwotnym celem Panter była obrona obywateli pochodzenia afroamerykańskiego przed brutalnością ze strony służb. Grupa rozwinęła na terenie Oakland szereg programów socjalnych obejmujących tworzenie szkół społecznych, programy dożywiania czy organizację kursów dla najmłodszych mieszkańców miasta. Oprócz działalności czysto społecznej partia tworzyła uzbrojone patrole obywatelskiej samoobrony (na co pozwalało kalifornijskie prawo). Działalność partii szybko przeniosła się na kolejne miasta Stanów Zjednoczonych – w przeciągu roku biura Panter powstały w 20 największych miastach kraju.
Czarne Pantery cieszyły się względnie dużym poparciem. Sławny stał się incydent z letnich igrzysk olimpijskich w 1968 roku, kiedy to dwóch medalistów biegu na 200 metrów (Tommie Smith i John Carlos) podczas odgrywania amerykańskiego hymnu podniosło w górę zaciśnięte pięści (był to gest poparcia dla Panter – tzw. Black Power). W reakcji na to Międzynarodowy Komitet Olimpijski ukarał ich dożywotnią dyskwalifikacją. W chwili największej popularności organ prasowy partii redagowany przez Eldridge’a Cleavera miał nakład wynoszący 250 tysięcy egzemplarzy.
Grupa przyjęła najbardziej rewolucyjne hasła spośród dotychczas działających nurtów ruchu na rzecz praw obywatelskich. Doprowadziło to do konfliktu działaczy z rządem. FBI w ramach operacji COINTELPRO prowadziło akcję propagandową wymierzoną w czarnych działaczy. Szef FBI John Edgar Hoover we wrześniu 1968 roku nazwał Czarne Pantery największym zagrożeniem dla bezpieczeństwa narodowego. Celem całego programu było uniemożliwienie zjednoczenia pod jednym sztandarem czarnych działaczy, osłabienie władzy ich głównych przywódców oraz dyskredytacja całego ruchu. Komisja Senacka ds. Wywiadu po latach stwierdziła, że FBI prowokowało strzelaniny czy bójki z udziałem Czarnych Panter co miało osłabić prestiż grupy w oczach społeczeństwa. Polityka rządu doprowadziła do krwawej strzelaniny z 3 grudnia 1969 roku w której to zginęło dwóch członków Panter (Fred Hampton i Mark Clark), a pozostali ze znajdujących się w budynku działaczy zostali ranni. Badania balistyczne wykazały, że w stronę członków Panter policja wystrzeliła 98 pocisków, Pantery w stronę policji z kolei tylko jeden. Po latach, w 1982 roku, sąd przyznał, że strzelanina była rezultatem działań FBI i wypłaciła rannym w strzelaninie panterom odszkodowania w wysokości 1,85 miliona dolarów. Istnieją dowody wykazujące, że FBI jest odpowiedzialne za incydenty, które doprowadziły także do innych przypadków śmierci członków partii - w Chicago FBI wysyłało anonimową korespondencję do tamtejszego gangu o nazwie Blackstone Rangers, w której informowano jego członków o rzekomych próbach zgładzenia szefów gangu przez Czarne Pantery. Podobne działania podejmowano jeszcze w południowej Kalifornii, co w końcu doprowadziło do prawdziwej wojny pomiędzy Panterami a lokalnymi organizacjami przestępczymi. W styczniu 1969 roku w Los Angeles, kapitan Panter Bunchy Carter i jego zastępca zostali zabici w campusie Uniwersytetu Kalifornia. Był to rezultat strzelaniny, jaka wywiązała się pomiędzy nimi a rywalizującej z Panterami grupy czarnych nacjonalistów o nazwie United Slaves. Do kolejnych starć doszło 17 marca, w wyniku czego ucierpiały następne osoby. Według niektórych FBI mogła zawiązać sojusz z United Slaves przeciwko Czarnym Panterom.
Działania FBI pod koniec lat 60. doprowadziły do zdziesiątkowania partii. W akcji FBI zginęło 28 członków grupy, 30 zostało rannych, 300 aresztowanych, a wielu z nich uciekło za granicę. W strzelaninę z policją wdał się nawet Huey P. Newton będący jednym z założycieli grupy. W pierwszym procesie Newtona w roku 1968 został on za to skazany na 15 letni wyrok więzienia. W 1970 odbył się drugi proces, w którym oczyszczono go ze wszystkich oskarżeń. W 1971 roku do więzienia trafili czołowi przywódcy grupy, co wywołało rozłam w partii. Prześladowania doprowadziły do stopniowego wygaśnięcia radykalizmu afroamerykańskiego i wygaśnięcia ruchu w drugiej połowie lat 70. Od 1969 do 1972 roku działacze Czarnych Panter, którzy po represjach policji zdecydowali się na emigrację, prowadzili struktury partii na terenie Algierii.
W związku z rozwojem sytuacji pewna część partii zaczęła uczestniczyć w legalnej działalności politycznej (np. przez uczestnictwo w samorządach), podczas gdy reszta prowadziła permanentną walkę z policją. Na tym tle zaczęło dochodzić do podziałów. Jedni odpowiadali się za konfrontacją, a drudzy za działalnością charytatywną oraz ochronną (samoobrona). Ostatecznie partia rozpadła się po tym, jak doszło do schizmy pomiędzy Eldridge’em Cleaverem (krytykującym utratę rewolucyjnego ducha przez kierownictwo i nową ugodową postawę) a Komitetem Centralnym. Cleaver po tym wydarzeniu objął przewodnictwo grupy paramilitarnej o nazwie „Black Liberation Army”. W wyniku rozpadu Czarnych Panter utworzona została także inna radykalna organizacja nosząca nazwę „Rodzina Czarnej Partyzantki”. Grupa założona została przez przebywających w więzieniach członków Czarnych Panter mających za złe założycielom partii porzucenie więzionych towarzyszy.
W więzieniu przez całe lata znajdował się szereg działaczy Czarnych Panter z tamtych lat, w tej liczbie między innymi Elmer „Geronimo” Pratt, którego uwolnienia przez lata domagał się między innymi Amnesty International, uważając, że został on skazany z przyczyn politycznych. Do dziś w więzieniu znajduje się skazany na śmierć Mumia Abu-Jamal (za rzekome zabójstwo policjanta). Uwolnienia Abu-Jamala domagały się na przestrzeni lat organizacje praw człowieka.

## Program i ideologia
Podkreślała odrębność Afroamerykanów jako odrębnego narodu. Partia wzywała czarnoskórych do tworzenia własnego niezależnego systemu edukacji i policji oraz tworzenia patroli obywatelskiej samoobrony. W „Programie 10 Punktów” który stał się podstawą działalności organizacji partia domagała się „ziemi, chleba, mieszkań, edukacji, ubrania, sprawiedliwości i pokoju”, zaprzestania przez policję stosowania brutalnych praktyk względem czarnej mniejszości i zatrudnienia w pełnym wymiarze godzin. Czarne Pantery postulowały wyłączenie Afroamerykanów z obowiązku służby w armii amerykańskiej (według programu „Afroamerykanie są używani do zabijania i walki z innymi narodami na świecie, które tak jak Czarni są prześladowane przez biały rasistowski rząd USA”), rekompensaty za wieki niewolnictwa czy prowadzenia spraw sądowych czarnych przez czarnoskórych sędziów. Z czasem w programie partii pojawiły się elementy marksizmu (od początku partia miała wymiar antykapitalistyczny). Ideologia partii stała się mieszanką elementów marksistowskich, socjalistycznych, nowolewicowych, maoistowskich i czarnego separatyzmu. Radykalizacja Czarnych Panter w 1969 roku doprowadziła  do zerwania sojuszu z innymi grupami afroamerykańskimi i uznaniem, że kolor skóry nie ma większego znaczenia w nadchodzącej rewolucji lumpenproletariatu.

## „New Black Panther Party”
W 1989 roku w Teksasie doszło do powstania ruchu o nazwie „Nowa Partia Czarnych Panter”. 10 lat później grupa ta stała się schronieniem dla wielu byłych członków Nation of Islam, kiedy to przewodnictwo w niej objął Khalid Abdul Muhammad. Członkowie „starych” Panter uznali, że „Nowe Pantery” działają bezprawnie i sprzeciwili się jej istnieniu.